# Ungerns socialistiska arbetarparti
Ungerns socialistiska arbetarparti (ungerska: Magyar Szocialista Munkáspárt, MSZMP) var ett ungerskt kommunistiskt politiskt parti och det statsbärande partiet i Folkrepubliken Ungern 1956–1989. Partiet bildades efter Ungernrevolten 1956 som ersättare till det upplösta Ungerska arbetarpartiet. 
Mellan 1956 och 1988 var János Kádár partiets generalsekreterare tillika landets ledare. Partiet upplöstes den 7 oktober 1989 och ombildades som Ungerns socialistiska parti som ett led i Ungerns övergång till demokrati. Ungerns socialistiska parti har innehaft regeringsmakten i landet under åren 1994–1998 samt 2002–2010.